# Народно-освободительная армия Македонии

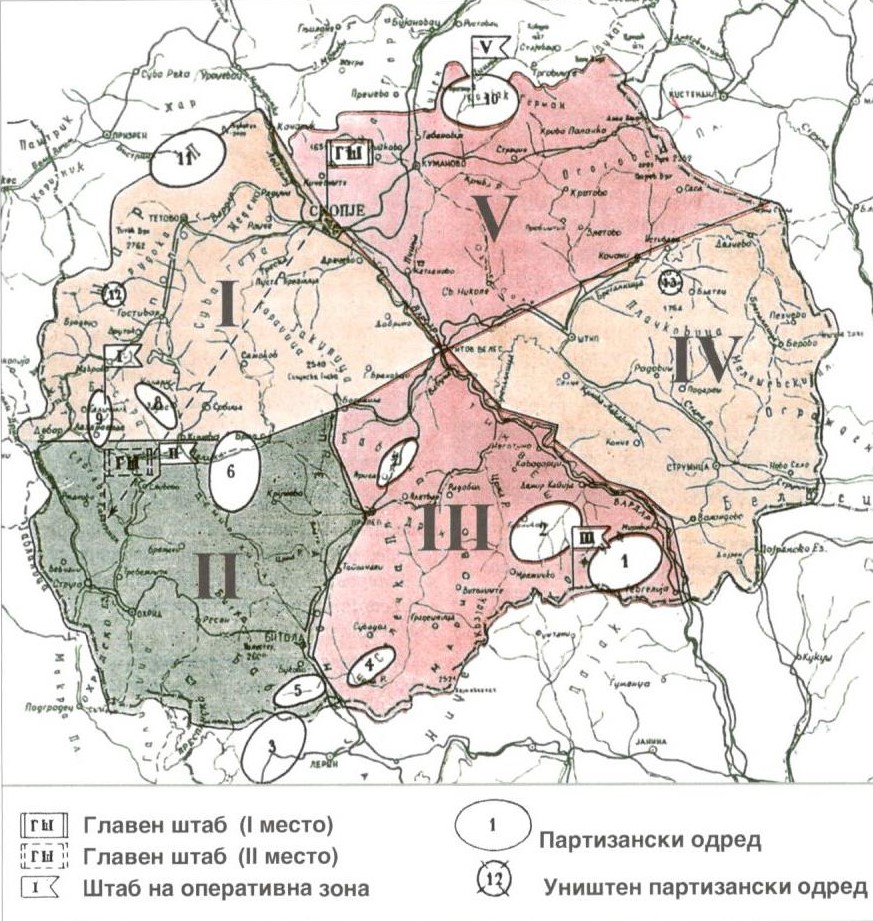
Оперативные зоны НОАиПО Македонии в 1943 году

Народно-освободительная армия Македонии (макед. Народноослободителна војска на Македонија, хорв. Narodnooslobodilačka vojska Makedonije, серб. Народноослободилачка војска Македоније) — вооружённые силы (ВС), созданные под руководством КПЮ/КПМ в ходе Народно-освободительной войны в Вардарской Македонии как составная часть единой Народно-освободительной армии Югославии (НОАЮ). Процесс формирования и развития македонских частей НОАЮ начался в соответствии с принятым Центральным комитетом (ЦК) КПЮ национально-территориальным принципом построения партизанских вооружённых сил в сентябре 1941 года созданием Краевого военного штаба Македонии, переименованного позднее в Краевой штаб народно-освободительных партизанских отрядов (НОПО) Македонии. Эта командная структура переименована в июне 1942 года в Главный штаб (ГШ) народно-освободительных партизанских отрядов Македонии (после образования НОАЮ название преобразовали в ГШ народно-освободительной армии и партизанских отрядов (НОАиПО) Македонии). В это время основной организационной формой ВС в Македонии был партизанский отряд. 2 августа 1943 года ЦК КПМ было принято решение о формировании батальонов и бригад. 25 августа 1944 года создана первая дивизия — 41-я Македонская дивизия НОАЮ, а в октябре — 15-й и 16-й Македонские корпуса НОАЮ. Когда 1 марта 1945 года НОАЮ переименовали в Югославскую армию (ЮА), Главный штаб НОАиПО Македонии переименовали соответственно в Главный штаб Югославской армии в Македонии. К этому времени под командованием ГШ ЮА в Македонии оставались дивизии «второй линии», а его работа сосредоточивалась на обеспечении военно-тыловых задач.

## Численность и состав

### Численность[5]
|             | Сентябрь 1943 | Конец 1943 | Август 1944 | Конец 1944 | Март 1945 | Май 1945 |
| ----------- | ------------- | ---------- | ----------- | ---------- | --------- | -------- |
| Численность | 10.000        | 7.000      | 8.000       | 66.000     | 83.814    | 110.000  |

### Отряды
- Битолский партизанский отряд имени Гоце Делчева
- Битолско-Преспанский партизанский отряд имени Даме Груева
- Битолский партизанский отряд «Пелистер»
- Битолский партизанский отряд имени Яне Санданского
- Брегалницкий партизанский отряд имени Гоце Делчева
- Велесский партизанский отряд имени Пере Тошева
- Велесский партизанский отряд имени Трайче Петкановского
- Велесско-Прилепский партизанский отряд имени Димитара Влахова
- Велесско-Прилепский партизанский отряд имени Трайче Петкановского
- Джевджелийский партизанский отряд имени Савы Михайлова
- Джевджелийско-Струмицкий партизанский отряд
- Карадакский партизанский отряд
- Кичевский партизанский отряд «Козяк»
- Кичевско-Мавровский партизанский отряд
- Козякский партизанский отряд
- Копачевский партизанский отряд
- Крушевский партизанский отряд имени Питу Гули
- Кумановский партизанский отряд
- Малешевский партизанский отряд
- Мавровско-Гостиварский партизанский отряд «Кораб»
- Мавровский партизанский отряд
- Партизанский отряд «Дримкол»
- Партизанский отряд «Малесия»
- Партизанский отряд «Славей»
- 1-й Поречский партизанский отряд
- Прилепский партизанский отряд имени Джорче Петрова
- Прилепский партизанский отряд имени Гоце Делчева
- 1-й Скопьевский партизанский отряд
- Струмицкий партизанский отряд
- Струмицко-Джевджелийский партизанский отряд
- Тиквешский партизанский отряд имени Добри Даскалова
- Шиптарский партизанский отряд

### Бригады
- 1-я Македонская автомобильная бригада
- Македонская кавалерийская бригада
- 1-я Эгейская ударная бригада
- 1-я Македонско-косовская пролетарская ударная бригада
- 1-я Македонская ударная бригада
- 2-я Македонская ударная бригада
- 3-я Македонская ударная бригада
- 4-я Македонская ударная бригада
- 4-я македонско-албанская ударная бригада
- 5-я Македонская ударная бригада
- 6-я Македонская ударная бригада
- 7-я Македонская ударная бригада
- 8-я Македонская ударная бригада
- 9-я Македонская ударная бригада
- 10-я Македонская ударная бригада
- 11-я Македонская ударная бригада
- 12-я Македонская ударная бригада
- 13-я Македонская ударная бригада
- 14-я Македонская ударная бригада имени Димитара Влахова
- 15-я Македонская Крушевская ударная бригада
- 15-я Македонская (Поречская) ударная бригада
- 16-я Македонская ударная бригада
- 17-я Македонская ударная бригада
- 18-я Македонская ударная бригада
- 19-я македонская ударная бригада
- 20-я македонская ударная бригада
- 21-я македонская ударная бригада

### Дивизии

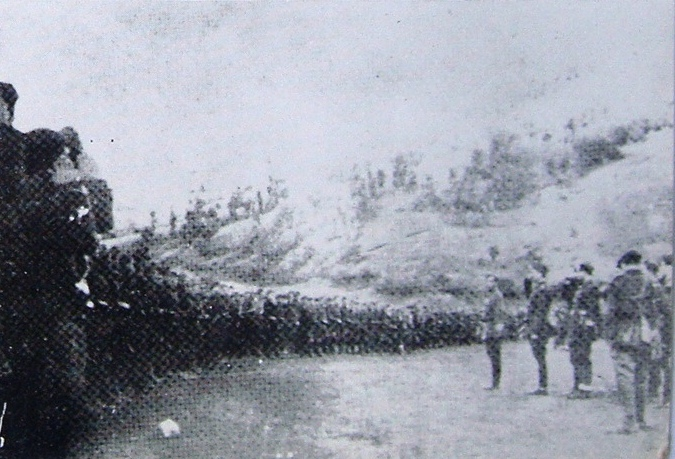
Личный состав 51-й македонской дивизии в Широк-Доле

- 8-я Македонская дивизия
- 8-я Македонская дивизия КНОЮ
- 41-я Македонская дивизия
- 42-я Македонская дивизия
- 48-я Македонская дивизия
- 49-я Македонская дивизия
- 50-я Македонская дивизия
- 51-я Македонская дивизия
- Кумановская дивизия

### Корпуса
- 15-й македонский армейский корпус
- 16-й македонский армейский корпус
- Брегальнице-струмицкий армейский корпус

### Комментарии
1. ↑  В документах КПЮ военного периода и возглавлявшегося ею народно-освободительного движения Македонией обычно именовалась Вардарская Македония как часть Югославии[2].